# East Brent
East Brent – wieś w Anglii, w hrabstwie Somerset, w dystrykcie (unitary authority) Somerset. Leży 33 km na południowy zachód od miasta Bristol i 197 km na zachód od Londynu. W 2001 miejscowość liczyła 1261 mieszkańców.